# Lijst van gouverneurs van de Nederlandse Antillen (1634-1954)
Dit is een lijst van Gouverneurs van de Nederlandse Antillen (ook wel Gouverneurs van Curaçao en Onderhorigheden) tot aan de invoering van het Statuut voor het Koninkrijk der Nederlanden in 1954.
Tot 1845 hadden Sint Eustatius, Saba en Sint Maarten een eigen gouverneur, zie ook Lijst van gouverneurs van Sint Eustatius, Saba en Sint Maarten.

## Lijst
De lijst van Gouverneurs wordt in twee delen gesplitst: van 1634 tot 1845 en van 1845 tot 1956. Hiervoor is gekozen omdat de eilanden tot 1845 afzonderlijk werden bestuurd. Na 1845 werd Curaçao en Onderhorigheden samen bestuurd. In 1954 kwam de Nederlandse Antillen te vervallen. De lijst van Gouverneurs van 1634 tot 1845 gaat over het eiland Curaçao.

### Periode 1634 tot 1807
| Naam gouverneur                                                                 | Periode   |
| ------------------------------------------------------------------------------- | --------- |
| Johannes van Walbeeck                                                           | 1634-1638 |
| Jacob Pietersz. Tolck                                                           | 1638-?    |
| Jan Claesz. van Campen                                                          | 1642-1643 |
| Peter Stuyvesant                                                                | 1643-1664 |
| Lucas Rodenburgh, onderdirecteur                                                | 1647-1656 |
| Matthias Beck, onderdirecteur                                                   | 1656-1659 |
| Matthias Beck                                                                   | 1664-1668 |
| Willem Beck (provisioneel), broer van Matthias                                  | 1668-1669 |
| Lodewicus Boudewijns van Berlicum stierf binnen vijf dagen na aankomst          | 1669      |
| Willem Beck                                                                     | 1670      |
| Dirk Otterinck                                                                  | 1670-1673 |
| Jan Doncker, schoonzoon van Matthias Beck                                       | 1673-1679 |
| Nicolaas van Liebergen                                                          | 1679-1682 |
| Apero van der Hoeven (prov.)                                                    | 1682-1683 |
| Jan van Erpecum                                                                 | 1683-1685 |
| Apero van der Hoeven en Willebord van Engelen                                   | 1685-1686 |
| Willem Kerckrinck                                                               | 1686-1692 |
| Gualterus Schagen en Bastiaan Bernagie                                          | 1692-1693 |
| Bastiaan Bernagie, schoonzoon van Kerckrinck                                    | 1693-1700 |
| Nicolaas van Beek (gouverneur) (prov.)                                          | 1700-1701 |
| Coenraad Burgh                                                                  | Onbekend  |
| Nicolaas van Beek                                                               | 1701-1704 |
| Jeremias van Collen en Gerard Luls (prov.)                                      | 1704      |
| Jacob Beck, zoon van Matthias, trouwde met Anna Bernagie-Kerckrinck             | 1704-1709 |
| Jeremias van Collen (prov.)                                                     | 1709      |
| Abraham Beck, zoon van Pieter Beck en Wendelmoet de Goijer, werd vergiftigd     | 1709-1710 |
| Jeremias van Collen (prov.)                                                     | 1710-1715 |
| Jonathan van Beuningen (prov.)                                                  | 1715-1720 |
| Jan van Beuningen                                                               | 1720      |
| Cornelis Anderman van der Burgh, Juan Pedro van Collen en Frederick Eck (prov.) | 1720-1721 |
| Jan Noach du Fay                                                                | 1721-1730 |
| Juan Pedro van Collen                                                           | 1731-1738 |
| Jan Gales                                                                       | 1738-1740 |
| Isaac Faesch                                                                    | 1740-1758 |
| Jean Isai Claris Rodier de la Brugière (prov.)                                  | 1758-1761 |
| Jacob van Bosveld                                                               | 1761-1762 |
| Jean Isai Claris Rodier de la Brugière                                          | 1762-1781 |
| Jan Lixraaven (luitenant-gouverneur)                                            | 1781-1782 |
| Johannes de Veer                                                                | 1782-1796 |
| Jan Jacob Beaujon                                                               | 1796      |
| Johann Rudolf Lauffer                                                           | 1796-1803 |
| Abraham de Veer en Cornelis Berch ( Leden van de Raad als Commissarissen. )     | 1803-1804 |
| Pierre Jean Changuion                                                           | 1804-1807 |

### Engels bestuur 1807 tot 1816
In deze periode was Nederland overheerst door Frankrijk, de eilanden stonden onder Engels bestuur. De Gouverneurs waren: W. Bolton, C. Brisbane, D. Baillie, W. Malbon, R. Nicolaas, J. Cockburn, F. Layard, J. Hudson, J.L. Couteur.

### Periode 1816 tot 1845
| Naam gouverneur                            | Periode   |
| ------------------------------------------ | --------- |
| Albert Lambertsz Kikkert                   | 1816-1819 |
| Petrus Bernardus van Starckenborgh         | 1819-1820 |
| Isaäc Johannes Rammelman Elsevier sr. a.i. | 1820      |
| Paulus Roelof Cantz'laar                   | 1820-1828 |
| Isaäc Johannes Rammelman Elsevier sr.      | 1828-1836 |
| Isaäc Johannes Rammelman Elsevier jr. a.i. | 1836      |
| Reinier Frederik baron van Raders          | 1836-1842 |
| Caspert Lodewijk van Uytrecht a.i.         | 1842-1844 |
| Reinier Frederik van Raders                | 1844-1845 |

### Periode 1845 tot 1954
| Naam gouverneur                                               | Periode   |
| ------------------------------------------------------------- | --------- |
| Rutgers Hermanus Esser                                        | 1845-1848 |
| Isaäc Johannes Rammelman Elsevier jr.                         | 1848-1854 |
| Jacob Bennebroek Gravenhorst (a.i.)                           | 1854-1856 |
| Reinhart Frans van Lansberge                                  | 1856-1859 |
| Johannes Didericus Crol                                       | 1859-1866 |
| Abraham Mathieu de Rouville                                   | 1866-1870 |
| Herman François Gerardus Wagner                               | 1870-1877 |
| Hendrik Bernardus Kip                                         | 1877-1880 |
| Johannes Herbert August Willem baron van Heerdt tot Eversberg | 1880-1882 |
| Nicolaas van den Brandhof                                     | 1882-1890 |
| mr. Charles Augustinus Henry Barge                            | 1890-1901 |
| Theodorus Isaak Andreas Nuyens                                | 1901      |
| jhr. Jan Olphert de Jong van Beek en Donk                     | 1901-1909 |
| John Brown Gorsira                                            | 1909      |
| Theodorus Isaak Andreas Nuyens                                | 1909-1919 |
| Oscar Louis Helfrich                                          | 1919-1921 |
| John Brown Gorsira                                            | 1921      |
| Nikolaas Johannes Laurentius Brantjes                         | 1921-1928 |
| Marius van Dijk (a.i.)                                        | 1928-1929 |
| Leonard Albert Fruytier                                       | 1929      |
| Herman Bernard Cornelis Schotborgh                            | 1929-1930 |
| Bartholomaeus Wouther Theodorus van Slobbe                    | 1930-1936 |
| Frans Adriaan Jas (a.i.)                                      | 1936      |
| Gielliam Johannes Josephus Wouters                            | 1936-1942 |
| Piet Kasteel                                                  | 1942-1948 |
| Cornelius Süthoff                                             | 1948      |
| Leonard Antoon Hubert Peters                                  | 1948-1951 |
| Teun Struycken                                                | 1951-1956 |

Struycken was tevens de eerste Gouverneur na invoering van het Statuut.